# Зилаирский сельсовет (Баймакский район)
Зилаирский сельсовет — муниципальное образование в Баймакском районе Республики Башкортостан Российской Федерации.

## История
Согласно Закону о границах, статусе и административных центрах муниципальных образований в Республике Башкортостан имеет статус сельского поселения.

## Население
| 2002  | 2009  | 2010  | 2012  | 2013  | 2014  | 2015  |
| ----- | ----- | ----- | ----- | ----- | ----- | ----- |
| 4836  | ↘4290 | ↘3833 | ↘3751 | ↘3659 | ↘3579 | ↘3502 |
| 2016  | 2017  |       |       |       |       |       |
| ↘3440 | ↘3415 |       |       |       |       |       |

## Состав сельского поселения
| № | Населённый пункт | Тип населённого пункта       | Население |
| - | ---------------- | ---------------------------- | --------- |
| 1 | Ургаза           | село, административный центр | ↘2257     |
| 2 | Сосновка         | деревня                      | ↘407      |
| 3 | Культабан        | деревня                      | ↘364      |
| 4 | Комсомол         | деревня                      | ↘222      |
| 5 | Урал             | деревня                      | ↘215      |
| 6 | Октябрь          | деревня                      | ↘201      |
| 7 | Покровка         | деревня                      | ↘167      |